# Africa Cup 1A 2014
La Africa Cup 1A del 2014 se disputó en el Estadio Municipal de Mahamasina de Antananarivo, capital de Madagascar entre cuatro equipos. Namibia levantó la copa mientras que la selección local finalizó última sin ganar ningún partido descendiendo al Africa Cup 1B 2015.
El torneo sirvió como clasificatoria regional para Inglaterra 2015.

## Equipos participantes
- Selección de rugby de Kenia (Simbas)
- Selección de rugby de Madagascar (Les Makis)
- Selección de rugby de Namibia (Welwitschias)
- Selección de rugby de Zimbabue (Sables)

## Posiciones
| Pos. | Equipo     | Encuentros | Encuentros | Encuentros | Encuentros | Tantos  | Tantos    | Tantos     | Puntos Bonus | Puntos Totales |
| Pos. | Equipo     | jugados    | ganados    | empatados  | perdidos   | a favor | en contra | diferencia | Puntos Bonus | Puntos Totales |
| ---- | ---------- | ---------- | ---------- | ---------- | ---------- | ------- | --------- | ---------- | ------------ | -------------- |
| 1    | Namibia    | 3          | 2          | 0          | 1          | 135     | 59        | + 76       | 2            | 10             |
| 2    | Zimbabue   | 3          | 2          | 0          | 1          | 105     | 56        | + 49       | 2            | 10             |
| 3    | Kenia      | 3          | 2          | 0          | 1          | 73      | 50        | + 23       | 2            | 10             |
| 4    | Madagascar | 3          | 0          | 0          | 3          | 32      | 180       | - 148      | 0            | 0              |

Nota: Se otorgan 4 puntos al equipo que gane un partido y 2 al que empate
Puntos Bonus: 1 punto por convertir 4 tries o más en un partido y 1 al equipo que pierda por no más de 7 tantos de diferencia
|  | Campeón y clasifica a Inglaterra 2015 |

|  | A repechaje para Inglaterra 2015 |

|  | Desciende al 1B 2015 |

## Resultados

### Primera fecha
| 28 de junio | Kenia | 29 - 22 | Namibia |  |  |
|             |       | Reporte |         |  |  |

| 28 de junio | Madagascar | 22 - 57 | Zimbabue |  |  |
|             |            | Reporte |          |  |  |

### Segunda fecha
| 2 de julio | Namibia | 24 - 20 | Zimbabue |  |  |
|            |         | Reporte |          |  |  |

| 2 de julio | Madagascar | 0 - 34  | Kenia |  |  |
|            |            | Reporte |       |  |  |

### Tercera fecha
| 6 de julio | Kenia | 10 - 28 | Zimbabue |  |  |
|            |       | Reporte |          |  |  |

| 6 de julio | Madagascar | 10 - 89 | Namibia |  |  |
|            |            | Reporte |         |  |  |

| Bandera de Namibia |
| Campeón Namibia    |
| Cuarto título      |